# Friedrich Bachmann (matemático)
Friedrich Bachmann (Wernigerode, 11 de fevereiro de 1909 – Quiel, 1 de outubro de 1982) foi um matemático alemão, que trabalhou com geometria e teoria dos grupos.

## Leben und Wirken
Neto do matemático Paul Bachmann. Após o Abitur em Münster estudou a partir de 1927 na Universidade de Münster e em Berlim, obtendo em 1934 na Universidade de Münster um doutorado, orientado por Heinrich Scholz, com a tese Untersuchungen zur Grundlegung der Arithmetik mit besonderer Beziehung auf Dedekind, Frege und Russel. Em Münster começou a preparar a edição da correspondência de Gottlob Frege com, dentre outros Bertrand Russell. Depois foi a partir de 1935 assistente em Marburgo de Kurt Reidemeister, onde voltou-se para a geometria e obteve a habilitação em 1939.
A partir de 1941 foi Privatdozent em Conisberga e a partir de 1943 na Universidade Humboldt de Berlim. A partir de 1949 foi professor da Universidade de Quiel, onde aposentou-se em 1977.
Dentre seus doutorandos constam Andreas Dress e Rolf Lingenberg.
Foi casado com uma bisneta de Otto von Bismarck, Alexandra von Bredow.

## Obras
- Eine Begründung der absoluten Geometrie in der Ebene.[ligação inativa] Mathematische Annalen, Vol. 113, 1937
- Zur Begründung der Geometrie aus dem Spiegelungsbegriff. Mathematische Annalen, Vol. 123, 1951, p. 341.
- com Eckart Schmidt: {\displaystyle n}-Ecke. BI Hochschultaschenbuch 1970.
- Ebene Spiegelungsgeometrie – eine Vorlesung über Hjelmslevgruppen. BI Verlag 1989.
- Algebra. Wissenschaftliche Buchgesellschaft 1990.
- Aufbau der Geometrie aus dem Spiegelungsbegriff. Grundlehren der mathematischen Wissenschaften, 1959, (2. Auflage. Springer 1973)
- com Heinrich Behnke, Kuno Fladt, Wilhelm Süss (Eds.): Grundzüge der Mathematik. Vol. 2, Geometrie. Vandenhoeck & Ruprecht, 1960, 1971 (Abschnitte über Spiegelungen, absolute Geometrie).